# Fungus Amongus
Albums de Incubus
Enjoy Incubus
(1997)
Fungus Amongus est le premier album du groupe californien Incubus, sorti le 1er novembre 1995 sur leur label indépendant « Stopuglynailfungus Music On Chillum ».
Cet album est un mélange de funk metal et de metal alternatif, souvent comparé aux débuts des Red Hot Chili Peppers, de Primus ou encore à Mr. Bungle, ces groupes étant par ailleurs tous cités dans le livret. Cet album présente également un aspect de musique rap, le chanteur Brandon Boyd développant ce style sur des pistes comme Psychopsilocybin, Trouble in 421, Speak Free, et Take Me to Your Leader.
Les paroles assez joyeuses traduisent bien l'ambiance détendue qui berça les premiers enregistrements du groupe (pour l'exemple, Azwethinkweiz, une de leurs premières compositions (paru sur l'EP Enjoy Incubus en 1997) contenait un message caché (à 3:40) qui, passé à l'envers, permettait d'entendre la voix de Brandon : « Jeudi soir, on a fumé de l'herbe et Azwethinkweiz est né ») qui débutait à l'époque, insistant sur des sujets assez atypiques comme la science-fiction (Trouble in 421, Take Me to Your Leader) ou les drogues (Psychopsilocybin, Hilikus).
Cet album demeure quelque peu méconnu par les fans d'Incubus, et le groupe lui-même, encore jeune à l'époque, préfère l'oublier, aucune chanson n'ayant par exemple été jouée depuis 2004 (Take Me to Your Leader, qui n'avait alors plus été jouée depuis 1998), et la plupart avaient été abandonnés et écartées des setlist avant même la sortie de S.C.I.E.N.C.E, que beaucoup considèrent que les vrais débuts du groupe. Le reste a été joué occasionnellement puis abandonné après la tournée de promotion de Make Yourself.

## Pistes
1. You Will Be a Hot Dancer (3:47)
2. Shaft (3:14)
3. Trouble in 421 (4:41)
4. Take Me to Your Leader (4:27)
5. Medium (3:12)
6. Speak Free (4:55)
7. The Answer (3:02)
8. Psychopsilocybin (4:20)
9. Sink Beneath the Line (3:15)
10. Hilikus (3:15)

## Personnel
- Happy Knappy - chant, percussions
- Fabio - guitare, clavier, chœurs
- Dirk Lance - basse, chœurs
- Salsa - batterie

La plupart des noms cités dans la liste de l'équipe d'enregistrement sont en fait des pseudonymes : Fabio est le guitariste Mike Einziger, Salsa est le batteur Jose Pasillas, Dirk Lance est le bassiste Alex Katunich, qui gardera d'ailleurs ce surnom comme nom de scène, Brandy Flower était un employé de chez Sony, et Happy Knappy est Brandon Boyd, chanteur et auteur du groupe. Brett et "Brett Spivery" font tous deux référence à Brett Spivey, grand ami du groupe qui réalisera bien plus tard leurs deux premiers DVD, et les clips des morceaux I Miss You (sur Make Yourself en 1999) et Summer Romance (Anti-Gravity Love Song) (paru sur S.C.I.E.N.C.E. en 1997).